# Chùa Hương Tích
Chùa Hương Tích (tên chữ: Hương Tích Cổ Tự; tên dân gian: chùa Thơm) là ngôi chùa nằm tại đỉnh Hương Tích thuộc dãy núi Hồng Lĩnh ở xã Thiên Lộc huyện Can Lộc tỉnh Hà Tĩnh với độ cao 650m so với mực nước biển. Lễ chính của chùa diễn ra vào ngày 18 tháng 2 âm lịch, nơi đây thờ Quan Âm Bồ Tát.

## Lịch sử

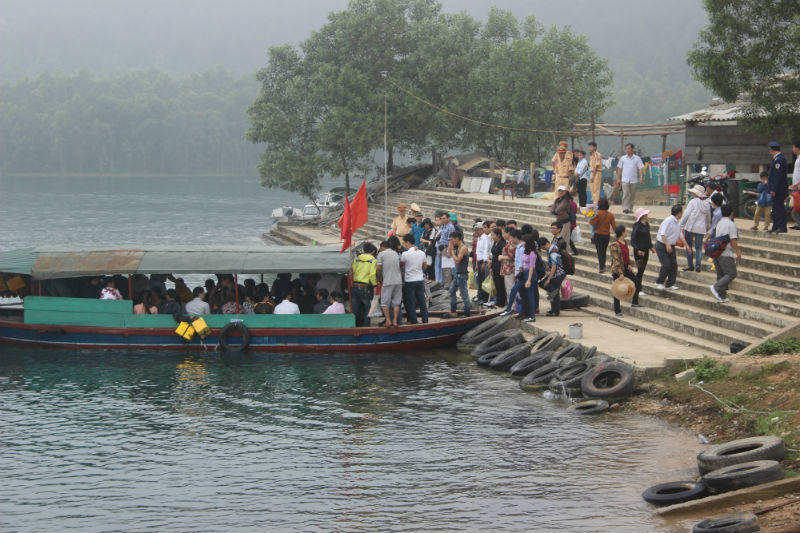

Chùa Hương Tích gắn với sự tích về Thần Hổ và gắn với sự tích công chúa Diệu Thiện chạy trốn. Tương truyền khi xưa hổ thần linh thiêng đã che chở cho Công chúa Diệu Thiện tới núi Hồng Lĩnh dựng am, tu hành. Phật Tổ lại sai Bạch Hổ đưa nàng trốn sang đất Việt Thường thị. Đến vùng núi Ngàn Hống, Thần Hổ cõng công chúa đến con suối có tên là Hương Tuyền. Sau đó, Thần Hổ lại đưa Diệu Thiện lên động cao Đá Đôi để ẩn thân nhưng vẫn không được yên. Cuối cùng, Thần Hổ lang đưa xuống động Hương Tích và ở trong một hang đá và đó chính là Hương Tích.
Tương truyền vào thế kỷ 13 thì chùa được xây dựng. Năm 1885, chùa bị một trận hỏa hoạn lớn thiêu rụi. Năm 1901, Tổng đốc An - Tĩnh là Đào Tấn tiến hành quyên góp tiền trùng tu và xây dựng lại chùa. Năm 1936 Vua Bảo Đại cho người chạm khắc chùa Hương Tích vào Anh Đỉnh - Một trong 9 đỉnh đồng lớn đặt ở Đại Nội Huế. Năm 1990, Bộ Văn hóa - Thông tin Việt Nam đã công nhận chùa Hương Tích là di tích văn hóa - thắng cảnh cấp quốc gia. Năm 2003, chùa được trùng tu. Năm 2006, chùa được đại trùng tu.

## Kiến trúc

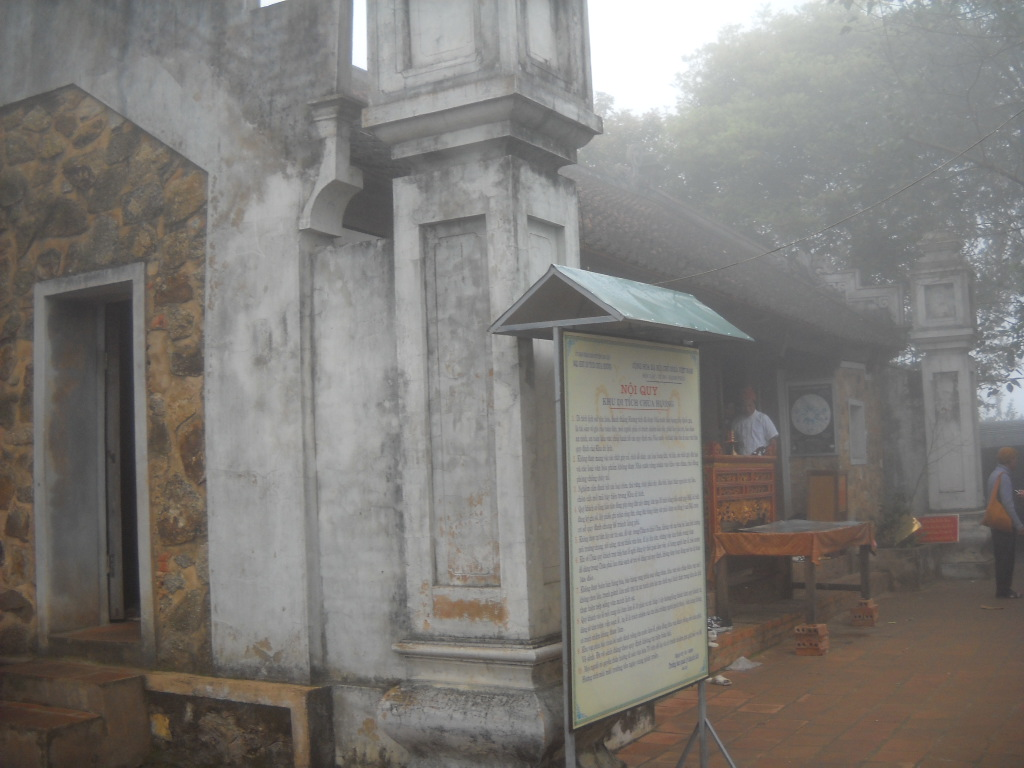
Chùa Hương Tích

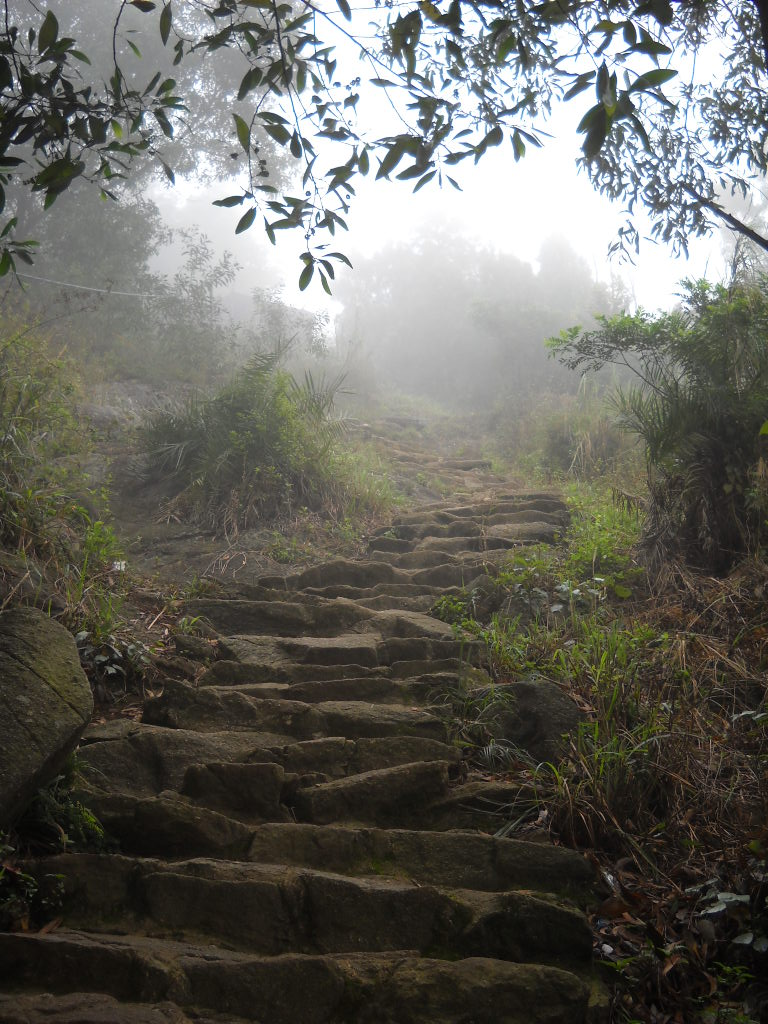
Đường lên chùa Hương Tích

Do bị hỏa hoạn năm 1885, phần lớn các công trình kiến trúc, tượng phật, hiện vật trong chùa bị thiêu rụi, chỉ sót lại một vài công trình kiến trúc đơn lẻ, gạch lát thời Trần, quả chuông thời Lê. Phải đến năm 1901, chùa mới được vận động xây dựng lại dưới thời Tổng đốc An -Tĩnh là Đào Tấn. Các công trình kiến trúc như đền, am, chùa hầu hết đều được khởi tạo lại trả về dáng vẻ nguyên xưa. Nhưng tiếc thay Phật Phả và Bia ký của chùa không còn. Bởi vậy mà sử liệu về chùa Hương Tích được khởi công xây dựng vào ngày tháng năm nào không có tư liệu nào ghi lại chính xác, mà dự trên các phỏng đoán của các nhà nghiên cứu về sau.
Trên thực tế, chùa Hương Tích ở Hà Tĩnh là cả một quần thể di tích văn hóa tôn giáo Việt Nam cổ truyền, với nhiều ngôi chùa thờ Phật, một vài ngôi đền thờ Thần, trong đó cả cả những ngôi đền mang tính ngưỡng nông nghiệp và tín ngưỡng thờ mẫu. Quần thể chùa Hương ở độ cao 650m so với mặt nước biển, được chia làm ba phần chính: Thượng điện, đền Thiên Vương và am Thánh Mẫu.
Theo truyền thuyết, am Thánh Mẫu là nơi Công chúa Diệu Thiện tu hành và hóa Phật Quan Âm. Xung quanh chùa còn nhiều cảnh quan như: động Tiên Nữ, am Phun Mây, miếu Cô, suối Tiên Tắm, khe quỷ khóc. Tại chùa Hương Tích có tượng thần hổ đặt ở trên đường đi lên chính điện để người dân thờ cúng, tượng hổ thần được đặt ở phía bên phải, theo hướng đi lên khu vực Chính điện chùa Hương Tích, tượng hổ đặt ở hướng đi lên khu vực chính điện chùa Hương Tích, Hổ thần được làm bằng bê tông, sơn màu vàng, ở tư thế đang nằm nghỉ ngơi.
Trong Thiên Lộc Huyện Phong Thủy Cổ Chí của Lưu Công Đạo năm 1811 đã mô tả: "Trên đỉnh núi có bức thành đá, bên thành có 99 cái nền, cái nào cũng được ghép bằng đá mài đẽo trơn phẳng làm nền gọi là Trang Vương. Người ta lấy đá xây thành am. Trong am đặt tượng Quan âm và một số tượng bằng đá. Bên phải am có chùa Phật, bên trái am có đền thờ đại vương Núi Hồng. Trong đền có tâm bia vua ban chữ thếp vàng. Một con suối xanh theo bậc đá đi lên, mỗi bước là một phong cảnh khác nhau. Lên cao trông khắp bốn phương, đúng là nơi danh thắng đệ nhất ở miền Hoan Châu".
Một trong những công trình kiến trúc tiêu biểu nhất trong quần thể kiến trúc chùa Hương Tích đó là Cung Tam Bảo. Nơi quy tập rất nhiều pho tượng Phật có niên đại từ hàng trăm năm đến hàng nghìn năm. 50 pho tượng phật ngồi im kín điện, cao ngang tầm ngực, mây bay vờn quanh. Tất cả như khoác lên một vẻ lung linh hư ảo giữ sương mây, lửa nến. Trong giai đoạn diễn ra cuộc kháng chiến chống Mỹ cứu nước (năm 1955-1975), để tránh bị bom đạn của không lực Hoa Kỳ rơi phải, các tăng ni trong chùa lúc bấy giờ đã bí mật chôn dấu các pho tượng Phật xuống đất sâu.
Sau ngày Thống nhất, mãi đến năm 2006, khi chùa được trùng tu tôn tạo, các tăng ni và trụ trì chùa mới đào lên phúng viếng, đem lại thờ phụng như xưa. Điều kỳ lại là, trải qua bao nhiêu năm nằm dưới lòng đất, sau khi được làm lễ và tráng đi một lớp nước thơm hành lễ, các pho tượng lại nhìn bóng loáng như xưa và không hề có dấu hiệu bị phong hóa. Người nhà Phật cho rằng đó là kỳ tích Quan âm linh thiêng, Phật tổ độ trì, thiện tâm cầu khẩn, và kính cẩn trước ơn lành của trời đất.
Để lên được chùa Hương, khách tập phương có chọn lựa một là suốt hơn 5 km đường rừng qua rừng thông, rừng trúc mai, từ cổng chùa để lên đến chính điện ở độ cao 650m so với mực nước biển. Hai là đi thuyền trên đập Nhà Đường (khoảng 2 km) ngắm nhìn nước từ khe quỷ khóc chảy ra, ngắm cảnh suối nước thơ mộng đẹp như trong tranh vẽ để đến cổng chùa, sau đó đi bộ 1 km theo khe quỷ khóc lên đến đến suối Hương Tuyền, rồi tiến hành đi cáp treo lên chùa. Đường lên chùa rợp bóng thông xanh mát, cả hành trình du khách sẽ được nghe tiếng suối hòa quyện với tiếng thông reo giữa mênh mông trời đất. Thời gian lên đến chùa đủ để cho con người ta tỉnh tâm về bản thân mình. Càng lên cao du khách càng bị cuốn hút bởi cảnh đẹp thiên nhiên sơn thủy hữu tình, từ trên cao nhìn những đám mây lững lờ trôi phía dưới lại tưởng như đang lạc vào chốn Bồng Lai tiên cảnh.

## Trong thơ văn

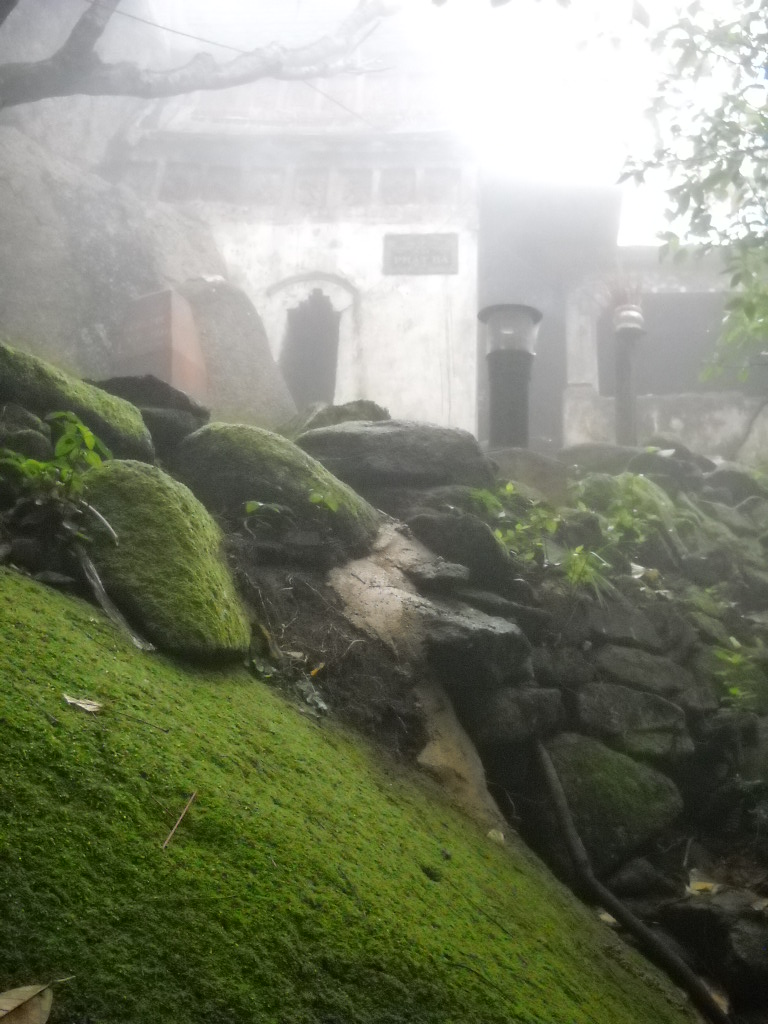
Am Phật Bà

Chùa Hương Tích ở Hồng Lĩnh từng được nhắc đến trong bài "Nhớ chùa Hương" của Thái Thuận.
:
Bỗng nhớ chùa Hương Tích
Khe suối đá gập ghềnh
Dấu Quan Âm ẩn náu
Am Thánh Mẫu tu hành
Biết gì ngoài mây rũ
Muôn thuở tiếng Châu Hoan
hay trong thơ của Nguyễn Thiếp (Thái Kim Đỉnh dịch):
:
Hương Tích ngôi chùa đời Trần
Dựng trên ngọn núi đẹp nhất Ngàn Hống
Am cũ còn lưu lại đá trắng
Nền Trang vương xưa chỉ những thông xanh